# Vselug
Vselug (rusky Вселуг) je jezero ve Tverské oblasti v Rusku, na Valdajské vysočině. Spolu s jezerem Peno má rozlohu 37 km² (vlastní Vselug 30 km²). Jeho průměrná hloubka je 7,7 m a maximální 16 m.

## Vodní režim
Přes jezero protéká horní tok Volhy po odtoku z jezera Stěrž (18 km²). Podél břehu se táhne mělčina široká 15 až 20 m, složená z štěrku a valounů.

## Využití
Na jezeře je rozšířeno rybářství. Skupina jezer Hornovolžská jezera náleží od roku 1843 do Hornovolžské přehrady. Další větší jezera v této skupině jsou Volgo, Stěrž a Peno.